# 若狭神宮寺

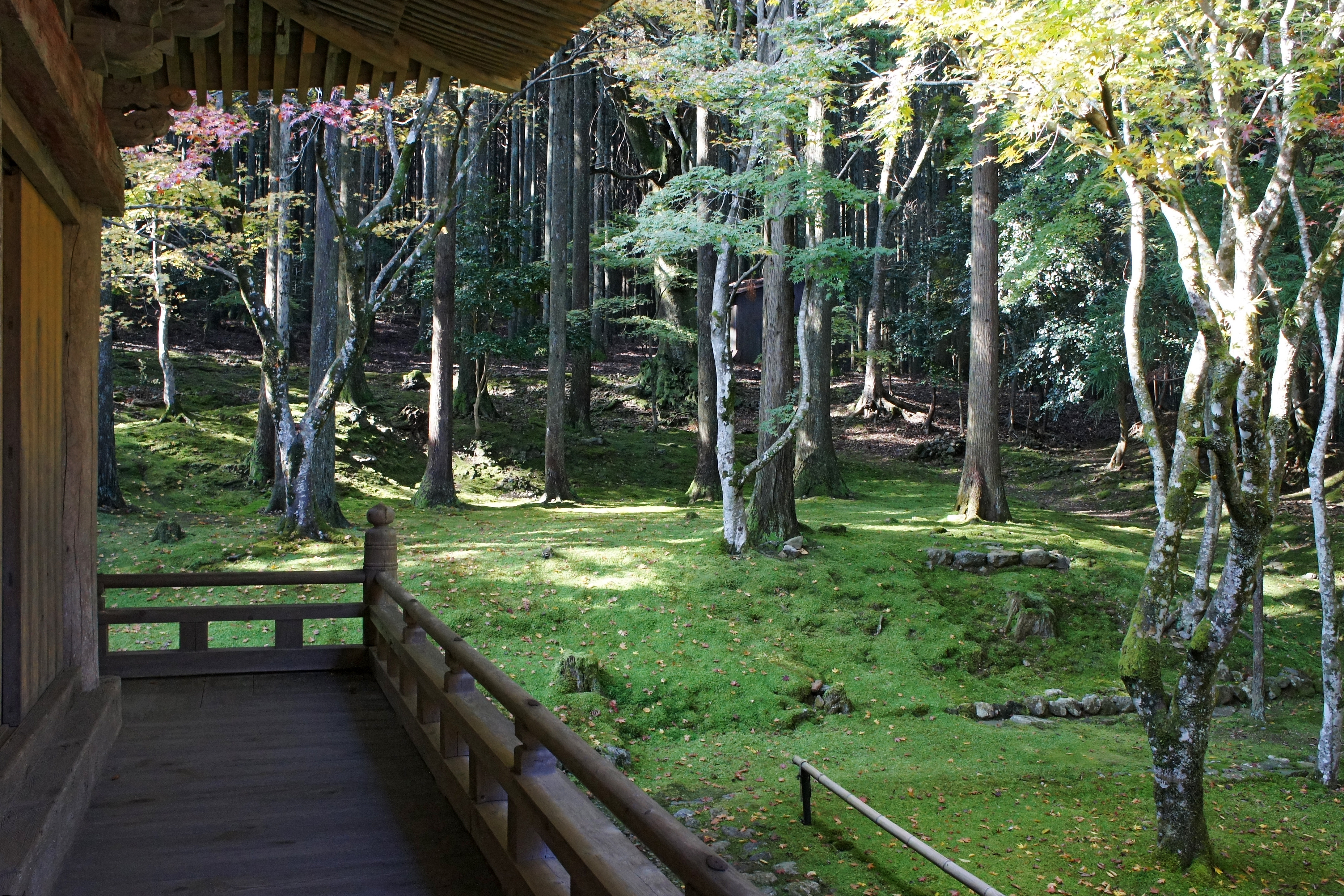
境内風景

若狭神宮寺（わかさじんぐうじ）は福井県小浜市にある天台宗の寺院。山号は霊応山、本尊は薬師如来坐像。東大寺二月堂への『お水送り』が行われる寺である。2015年（平成27年）4月24日、「海と都をつなぐ若狭の往来文化遺産群 - 御食国（みけつくに）若狭と鯖街道 - 」の構成文化財として日本遺産に認定される。

## 概要
元正天皇の勅願により奈良時代は和銅7年(714年)、若狭国一の宮（若狭彦神社）の神願寺として泰澄大師の弟子沙門滑元による開創されたと伝わる。 鎌倉時代初期に寺号を若狭彦神社別当寺神宮寺と改めた。室町時代に朝倉義景の寄進により再建された本堂（重要文化財）は現存する。七堂伽藍二十五坊を有していた時代もあったが、豊臣秀吉の時代に寺領没収に遭い、さらに明治時代初頭の廃仏毀釈により衰退した。

## 文化財
- 重要文化財（国指定）
  - 本堂 - 室町時代は天文22年（1553年）越前国守護朝倉義景による再建。間口14.34m、奥行き16.60m。建築様式は、和様を主体とする折衷様。建坪は110坪。
  - 仁王門（北門） - 鎌倉時代末期再建。間口6.37m、奥行き3.64m、棟高5.5mの単層屋根、切妻造、二軒和様杮葺八脚門。至徳2年(1385年)造立の木造金剛力士像を一対を安置。
  - 木造男神・女神坐像 - 室町時代初期作。若狭一の宮の神宮寺奥の院に伝わる神像とされる。衣冠束帯の男神像は像高49.1cm、小袿姿の女神像は像高50.9cm。
- 市指定文化財天然記念物
  - 椎の木

## 伽藍
- 本堂 - 文化財節に詳述
- 仁王門 - 文化財節に詳述
- 表門 - 桃山時代再建
- 閼伽井戸
- 茶室
- 元三大師堂
- 大膳院（桜本坊）
  - 書院庭園 - 江戸時代初期作

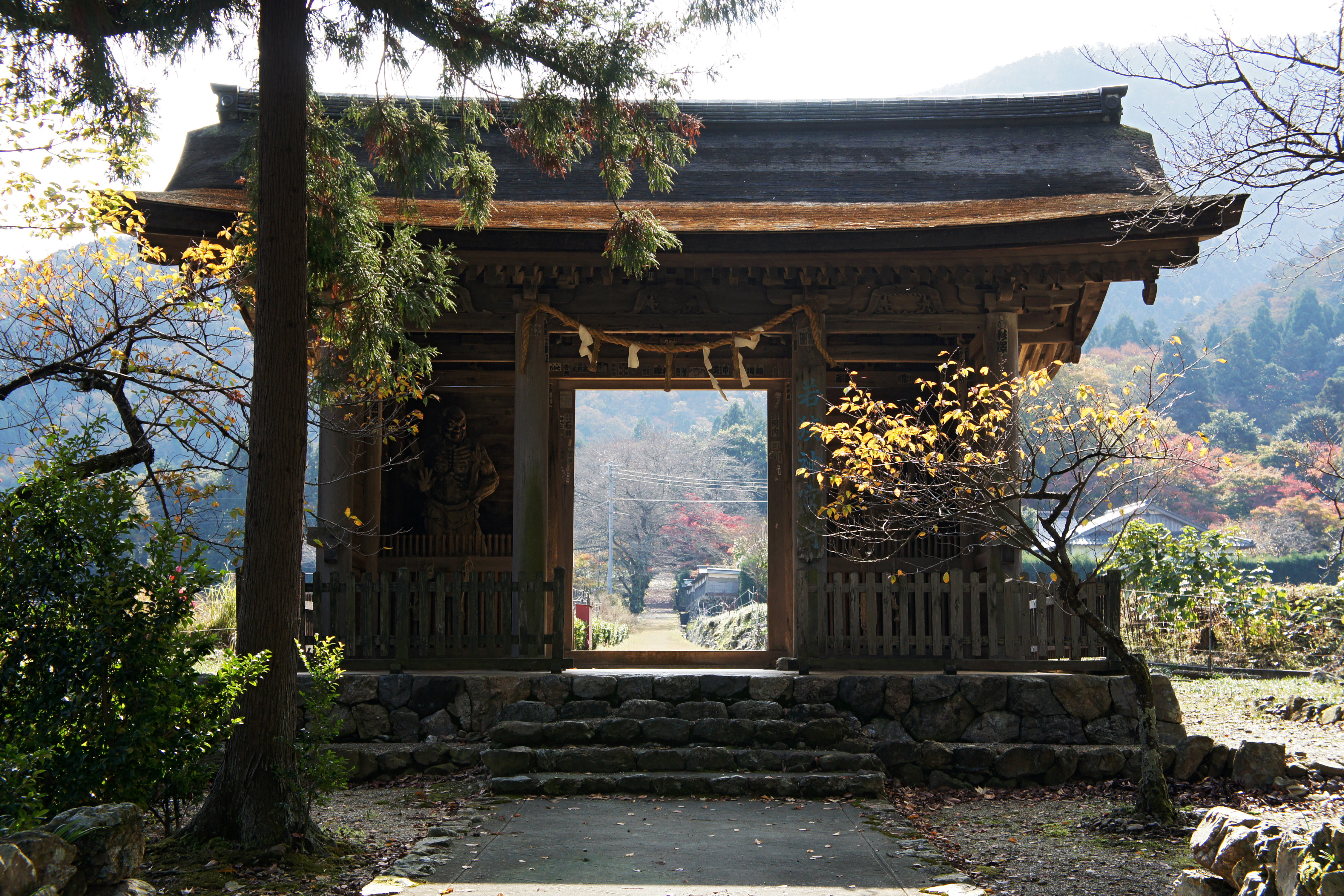
仁王門
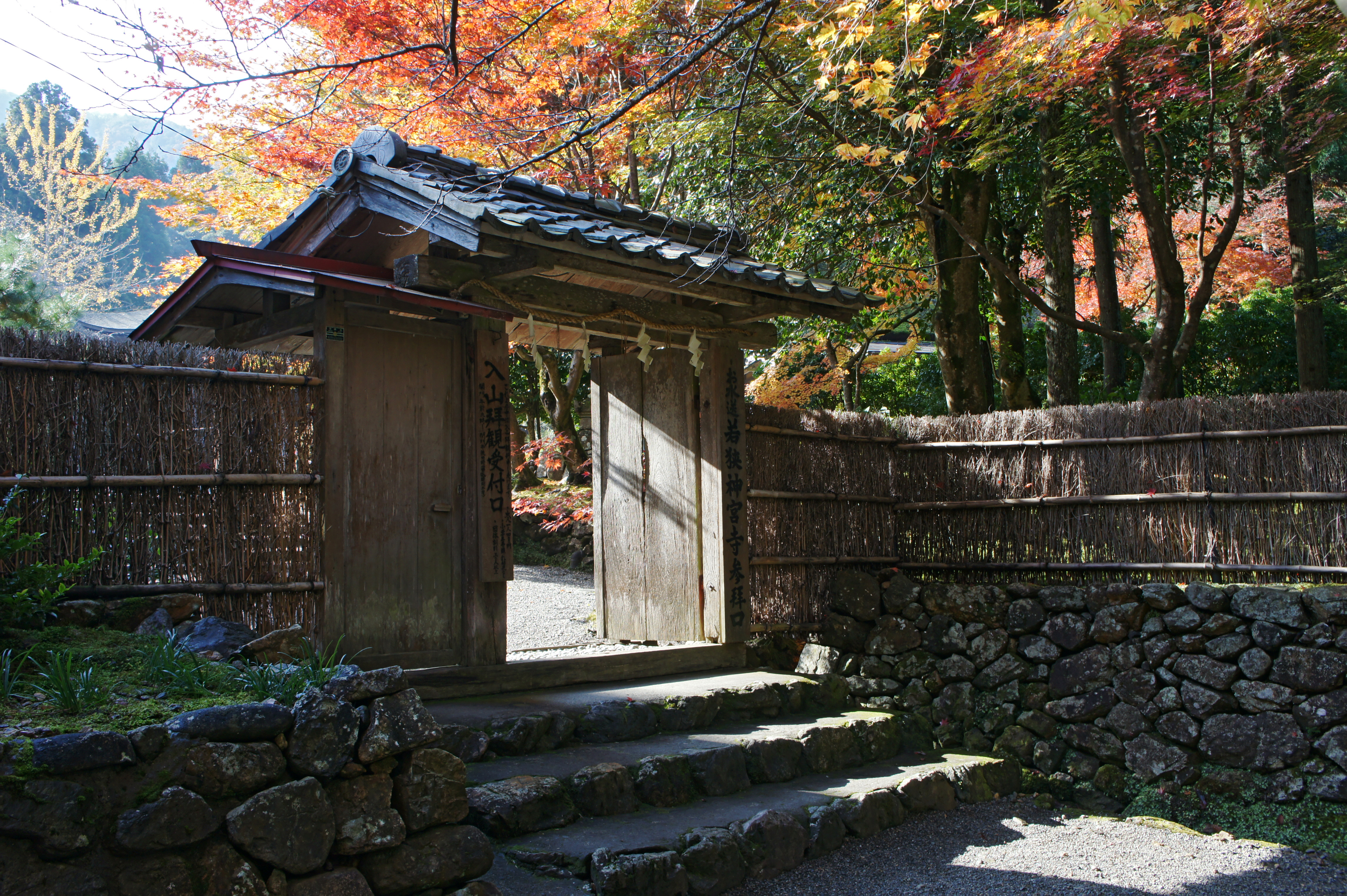
表門
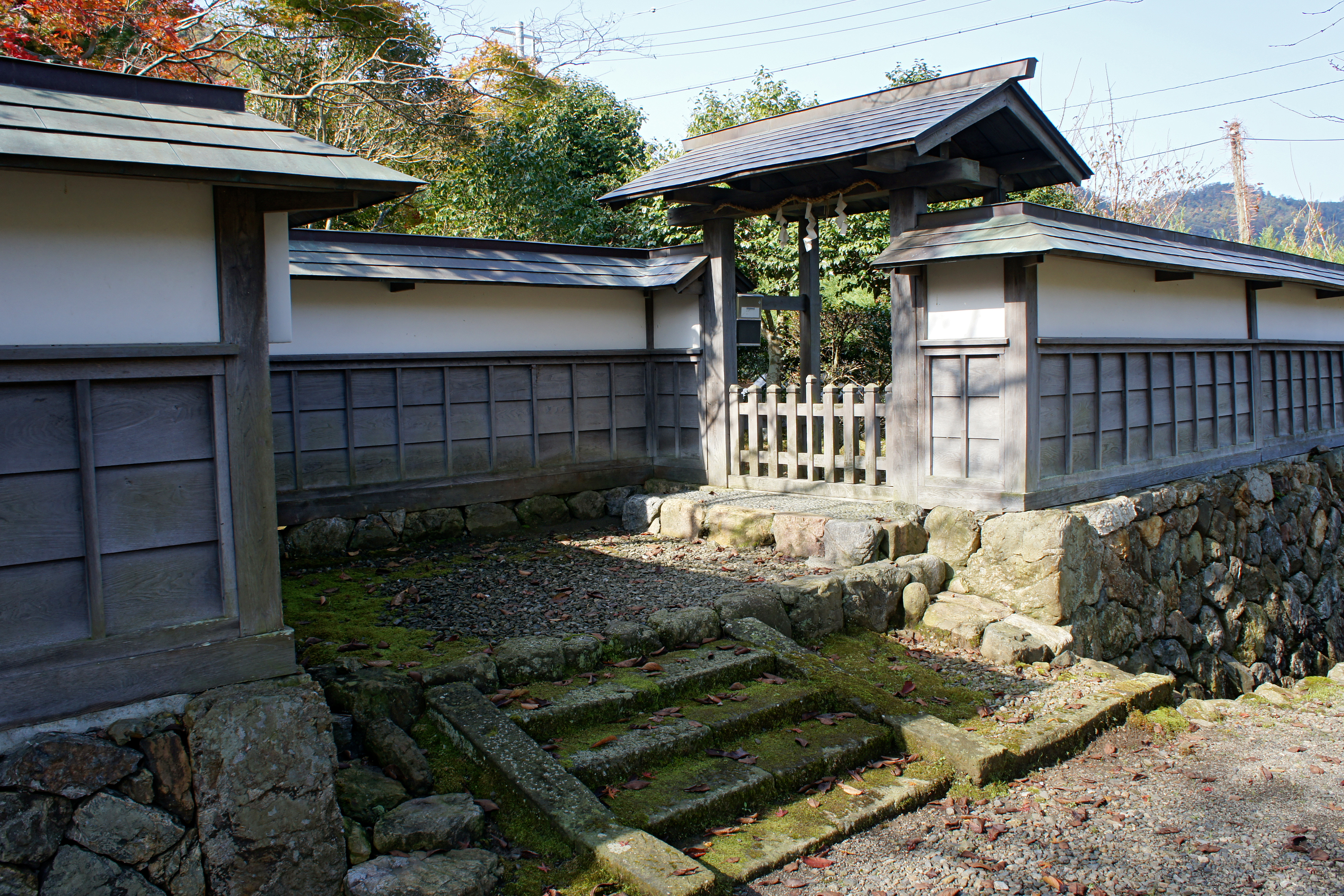
大膳院（桜本坊）
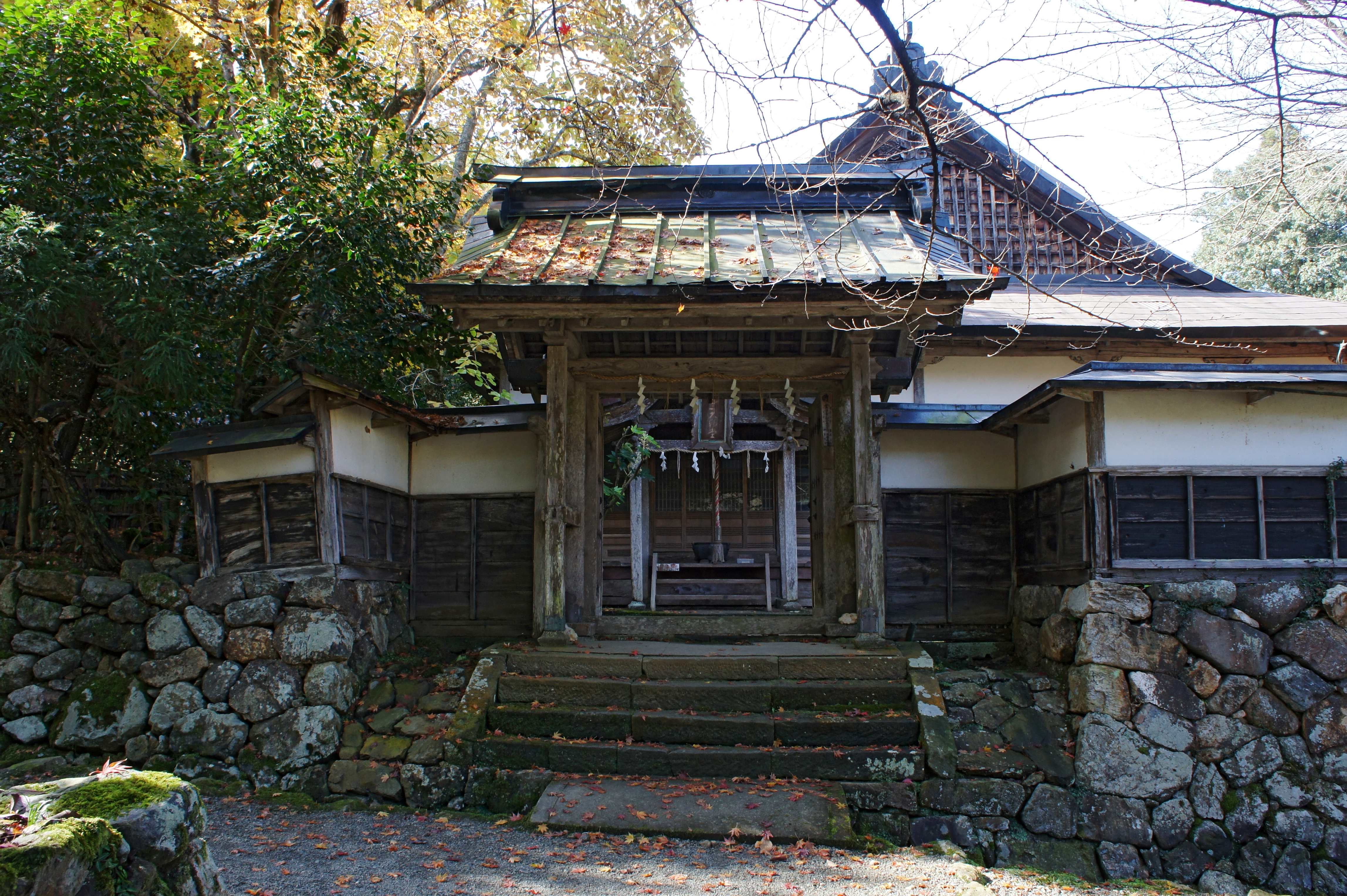
元三大師堂
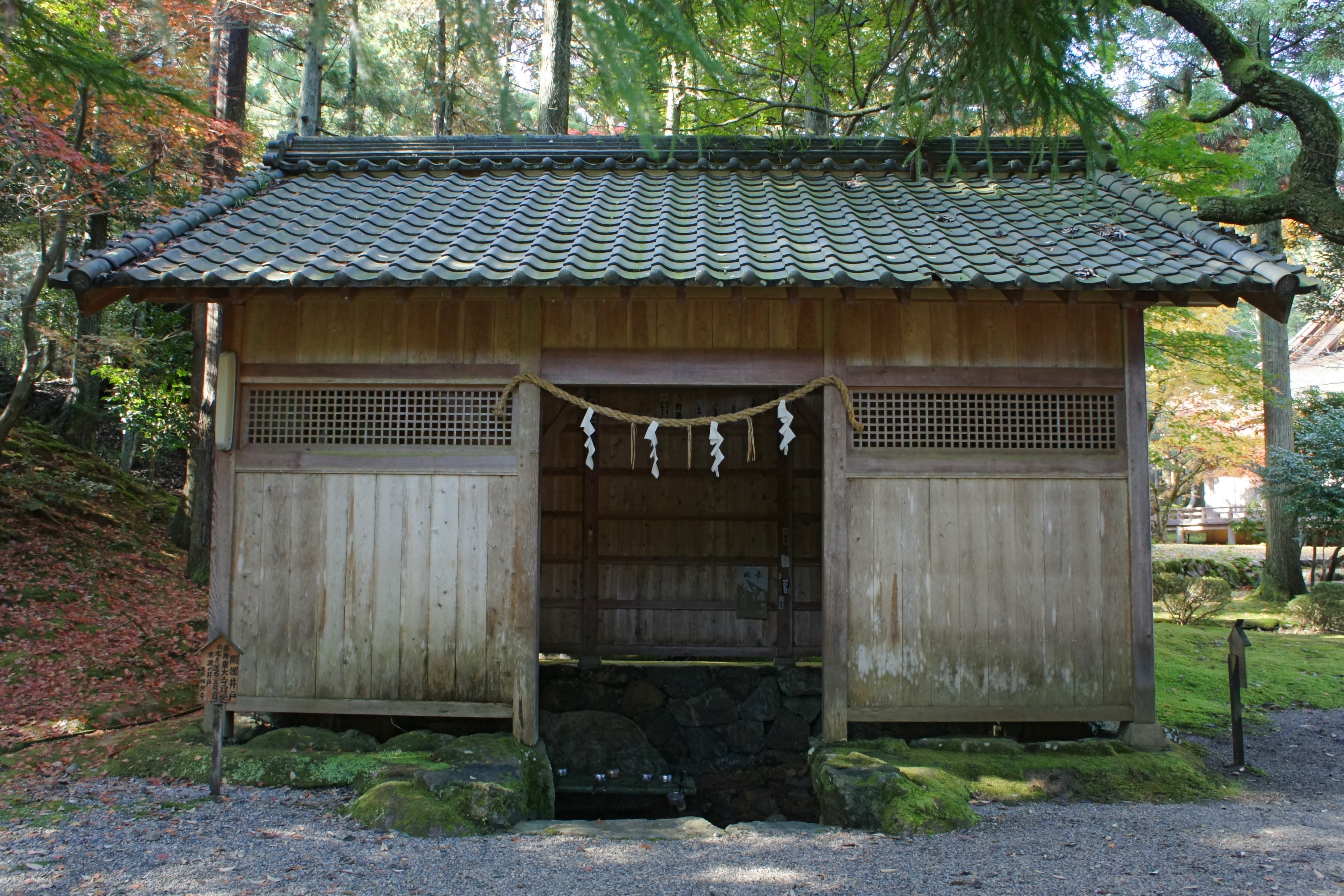
閼伽井戸
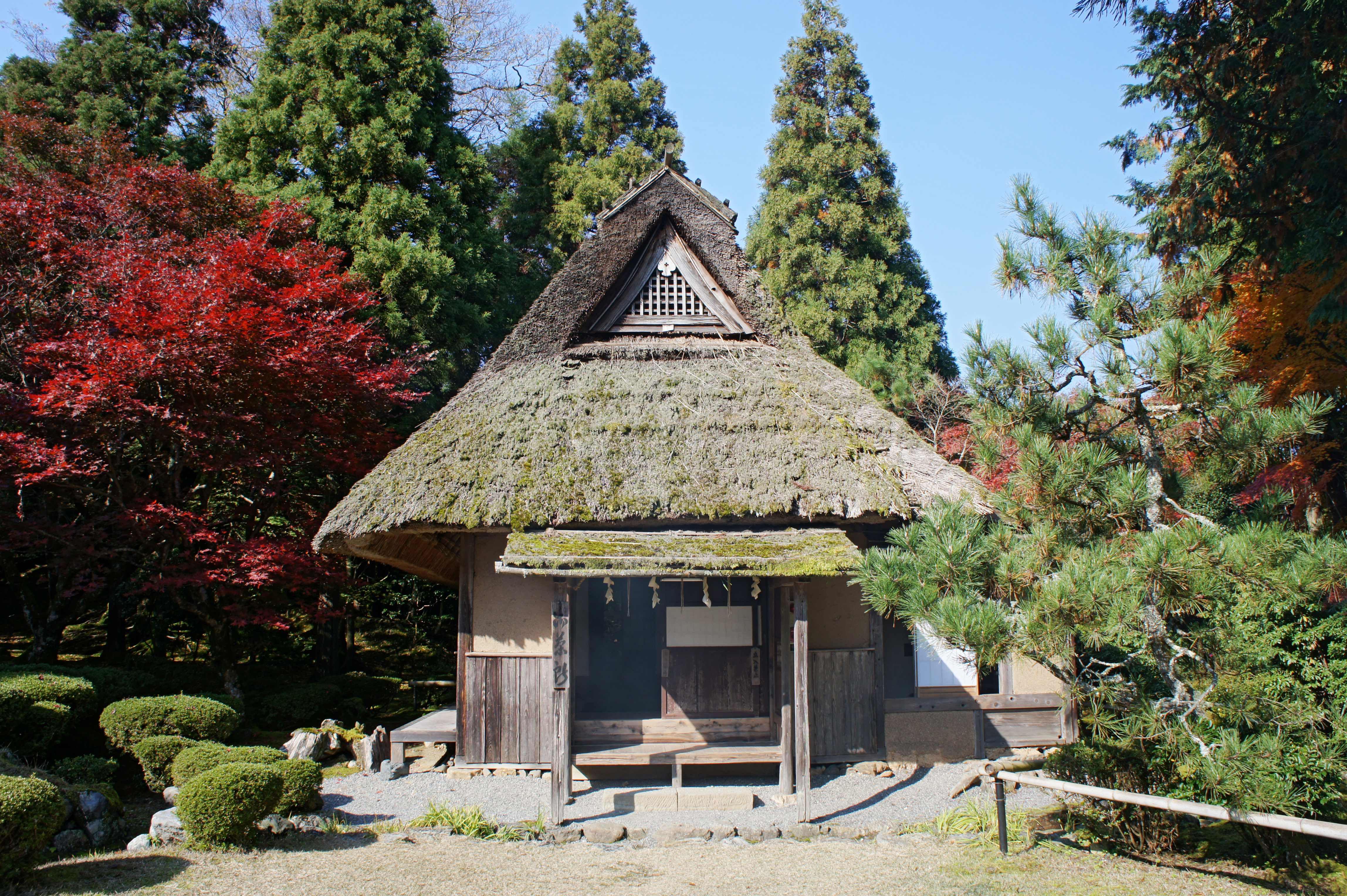
茶室
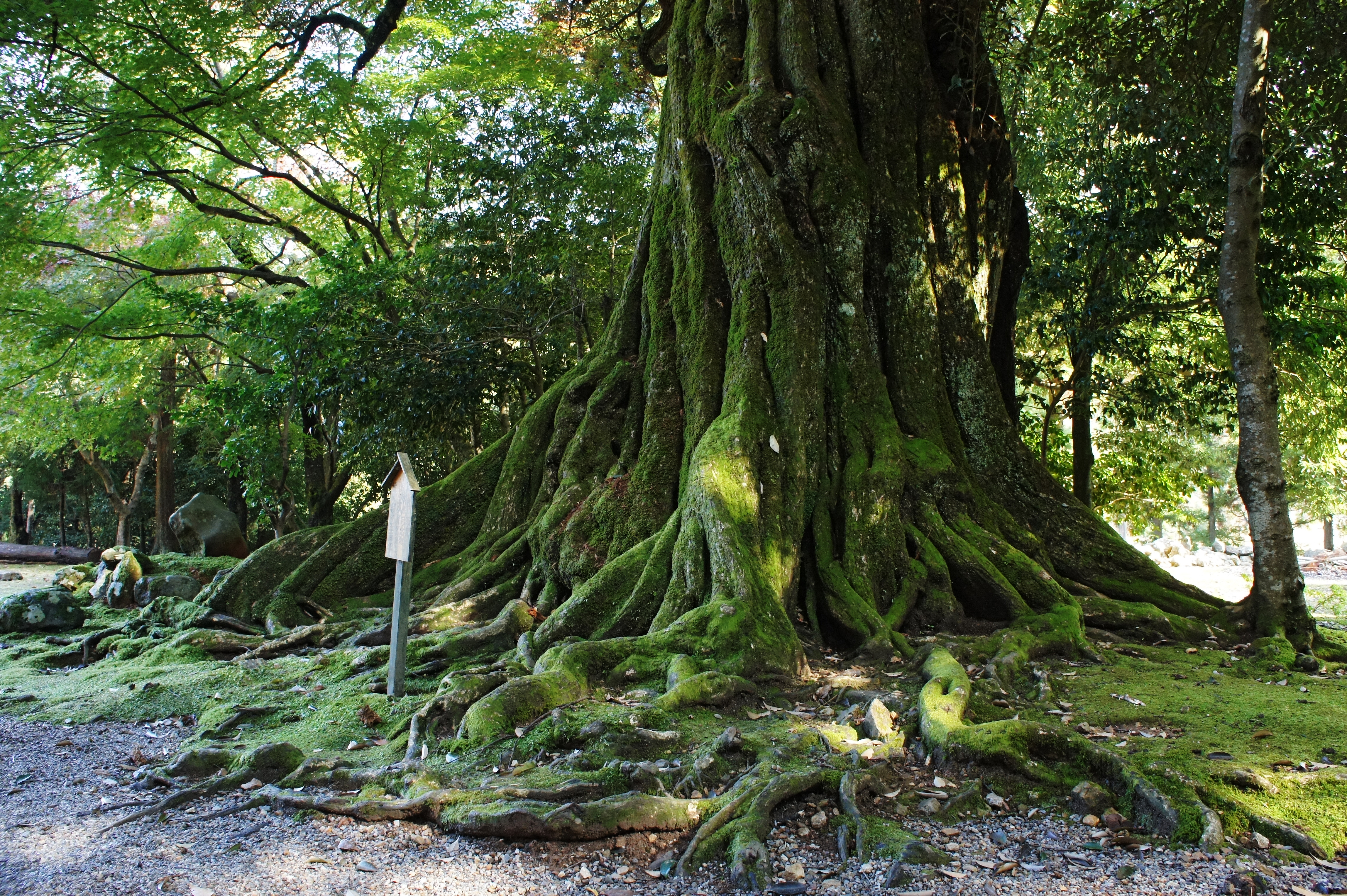
椎

## 交通アクセス
- JRバス若江線 「遠敷（おにゅう）」バス停 徒歩38分
- 小浜線 東小浜駅 徒歩45分、駅にレンタサイクル有り

## 周辺
- 萬徳寺
- 蓮華寺
- 神通寺
- 森林の水PR館
- 明通寺
- 多田寺